# Ojo de Agua de San Juan
Ojo de Agua de San Juan är en ort i Mexiko.   Den ligger i kommunen Nombre de Dios och delstaten Durango, i den centrala delen av landet, 700 km nordväst om huvudstaden Mexico City. Ojo de Agua de San Juan ligger 1 814 meter över havet och antalet invånare är 179.
Terrängen runt Ojo de Agua de San Juan är platt åt nordost, men åt sydväst är den kuperad. Runt Ojo de Agua de San Juan är det glesbefolkat, med 16 invånare per kvadratkilometer. Närmaste större samhälle är Nombre de Dios, 11,7 km söder om Ojo de Agua de San Juan. Omgivningarna runt Ojo de Agua de San Juan är i huvudsak ett öppet busklandskap.